# Центр «Менора»

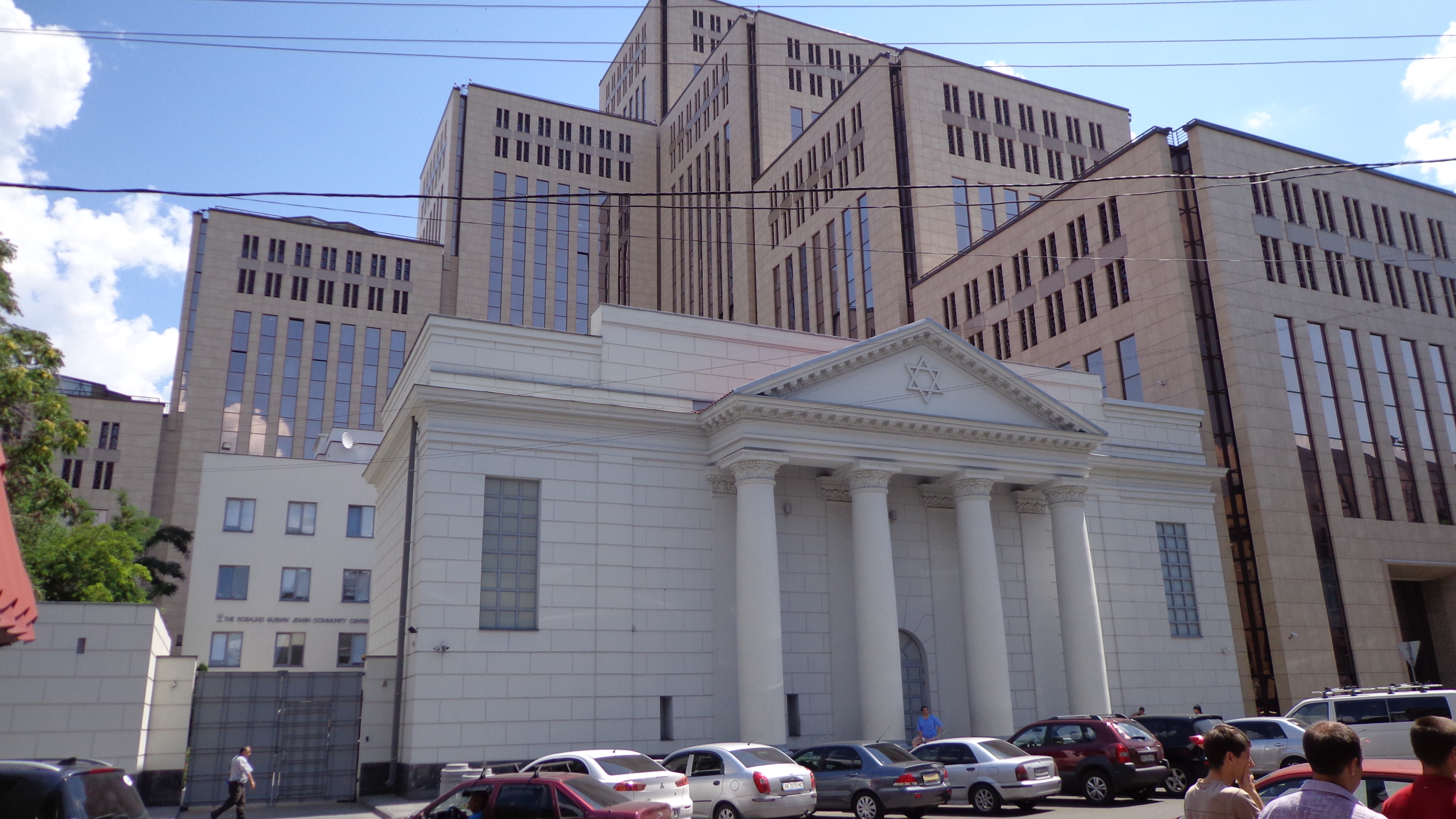
Центр «Менора». На передньому плані синагога «Золота троянда»

Центр «Менора» — найбільший у світі єврейський громадський комплекс, відкритий у жовтні 2012 року у Дніпрі. Розташований за адресою вул. Шолом-Алейхема, 4/26. «Менора» знаходиться в єдиному комплексі з центральною синагогою Дніпра «Золота Троянда».
Головний архітектор проєкту — Андрій Сорін, центр створено на кошти меценатів — підприємця Геннадія Аксельрода, президента Дніпровської єврейської громади Геннадія Боголюбова та президента Об'єднаної єврейської громади Ігоря Коломойського.

## Архітектура
Автор проєкту центру «Менора» — архітектор Олександр Сорін. Комплекс «Менора» складається з 7 веж, що являють собою Храмовий семисвічник. Загальна площа центру понад 50 000 м². Найвища вежа — 20 поверхова (77 метрів). Перший поверх центру називається Галерея і виконаний з мармуру і унікального єрусалимського каменя. Він був спеціально виготовлений для центру «Менора», після чого виробництво окремої лінії було розібрано, а значить, такий камінь повторити вже неможливо. Даний малюнок є символічним «продовженням» Стіни плачу Єрусалиму. Також в Галереї представлені 12 фасадів старовинного Катеринослава, в яких були розташовані чоловічі й жіночі училища, синагоги, пункти обміну шекелів, мацепекарні і всілякі місця, де проходило єврейське життя міста. У Галереї можна знайти сувенірні магазини, кафе, творчі майстерні, туристичні агентства, відділення банків і багато іншого. Найбільш популярним місцем в центрі є оглядовий майданчик. Він знаходиться на даху 6-ї башти на висоті 18 поверху (63 метри). З нього відкривається панорамний вид на місто Дніпро. Відвідати оглядовий майданчик можна як в ході екскурсії по «Менорі», так і окремо.

### Будинок Пчолкіна
В ансамбль центру «Менора» входить пам'ятник архітектури «Будинок Пчолкіна». Особняк, побудований відомим Катеринославським купцем в 1898 році, за більш ніж 100-річну історію пережив кілька власників і використовувався для самих різних потреб: від комунального житла до ательє і магазинів. У 1996 році будинок отримав статус пам'ятки архітектури. Під час будівництва центру «Менора» він був реконструйований, в залах відновлено унікальне ліплення на стелі, мармурові каміни [3]. Сьогодні вишукані зали «Будинок Пчолкіна» стали популярним майданчиком для організації й проведення різних заходів, весільних церемоній, урочистих бенкетів, конференцій і виставок.

## Інфраструктура
Загальна площа комплексу 50 тис.кв.м. Зовні комплекс являє сім будівель-веж різної висоти, об'єднаних між собою. Перші вежі семиповерхові, наступні дві — дванадцяти- та сімнадцятиповерхові, єднає дві лінії веж найвища двадцятиповерхова башта, довжина якої 77 м. Кожна вежа являє собою квадрат зі стороною 20 м.
У комплексі розташовані офісні приміщення, торгові площі, кафе, ресторани та інші сфери бізнесу і послуг. На 1 поверсі (в Галереї) комплексу «Менора» розташований інформаційно-туристичний центр, в якому відвідувачам надають всю необхідну інформацію про інфраструктуру центру, організовують екскурсії по комплексу та місту. Діє квиткова каса, де можна придбати квитки на різні заходи. Також в інформаційно-туристичному центрі можна знайти широкий асортимент сувенірної продукції.

### Музеї
- Музей «Пам'ять єврейського народу та Голокост в Україні» — розташований на трьох поверхах комплексу в чотирьох основних залах, загальна площа композиції приблизно 3 тис.кв.м.[7]

Відмінною особливістю музею є те, що в експозиціях, окрім традиційних вітрин з експонатами, використовуються мультимедійні інсталяції, голограми, трансляція відео- і аудіозаписів. Також в музеї передбачені зали тимчасових експозицій, інформаційний центр, бібліотека, навчальні аудиторії.

### Дослідно-просвітницький центр
- Видавництво «Menorah Life»

### Готелі
У центрі «Менора» розташовані 2 готелі: 4-зірковий готель «Менора» і 2-зірковий сіті готель «7 днів». Обидва готелі перші і єдині готелі в східній Європі працюють за системою Шабат.
- Готель «Менора»[9];
- Сіті готель «7 днів»[10].

### Конференц-сервіс
У центрі «Менора» розташовані конференц-зали місткістю від 15 до 1500 осіб. Для організації концертів, презентацій і шоу-програм зали оснащені сучасним мультимедійним обладнанням.

### Банкетно-ресторанний комплекс
Банкетно-ресторанний комплекс «Menorah Grand Palace», розташований в центрі «Менора» — перший ресторан в Дніпрі зі суворим дотриманням правил кашрута в приготуванні страв. При цьому в меню присутні кулінарні делікатеси різних кухонь світу.
- «Menorah Grand Hall»[11]

### Артгалерея
Унікальна відкрита платформа для артпроєктів міста Дніпро. В Артгалереї постійно проводяться виставки як молодих дарувань: Олександра Осадчого, Марини Захарової, Олена Цікава, Миколи Хоменко, так і вже відомих майстрів: Рустема Емінова, Михайла Кублик, Станіслава Брунса та інших. Вхід для відвідувачів Артгалереї безплатний.

## Історія
Ідея створення унікального об'єкта, а також повна реалізація проєкту стала можливою завдяки Президенту Дніпровської єврейської громади Геннадію Борисовичу Боголюбову і Президенту Об'єднаної єврейської громади України Ігорю Валерійовичу Коломойському. Головний рабин Дніпра і Дніпропетровської області Шмуель Камінецький заклав цінності діяльності центру: відкритість і повага до кожного, віра в добро, сім'я, свобода і світ.

### Назва
Сім башт будівлі центру «Менора» символізують семисвічник Менору — символ єврейської релігії.

### Відкриття
Відкриття центру «Менора» відбулося 16 жовтня 2012 року. На церемонію відкриття прибуло понад триста почесних гостей, серед яких релігійні, державні, громадські та наукові діячі з України, Росії, Ізраїлю, США та інших країн. Для урочистого перерізання червоної стрічки були запрошені Головний рабин Ізраїлю Шломо Амар, Міністр інформації та діаспори Ізраїлю Йоель Едельштейн, Президент Дніпровської єврейської громади Геннадій Борисович Боголюбов і Президент Об'єднаної єврейської громади України Ігор Валерійович Коломойський.

## Галерея

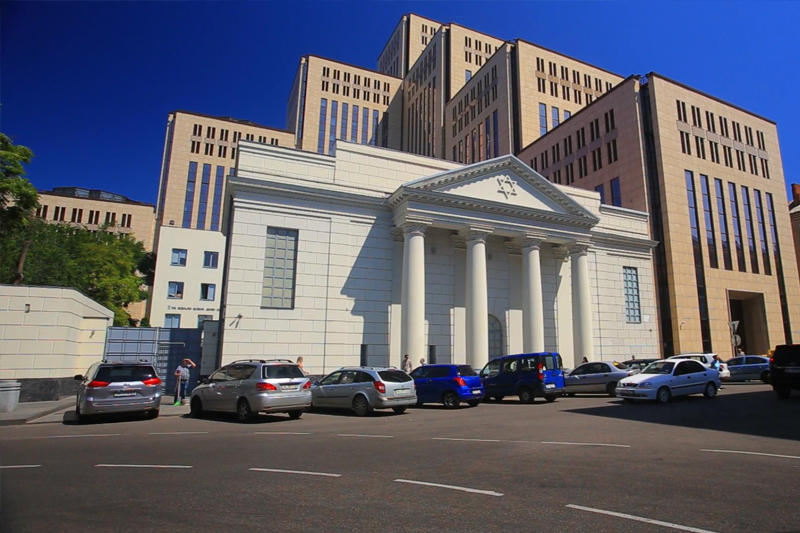
Вид на центр «Менора» з вул. Шолом-Алейхема
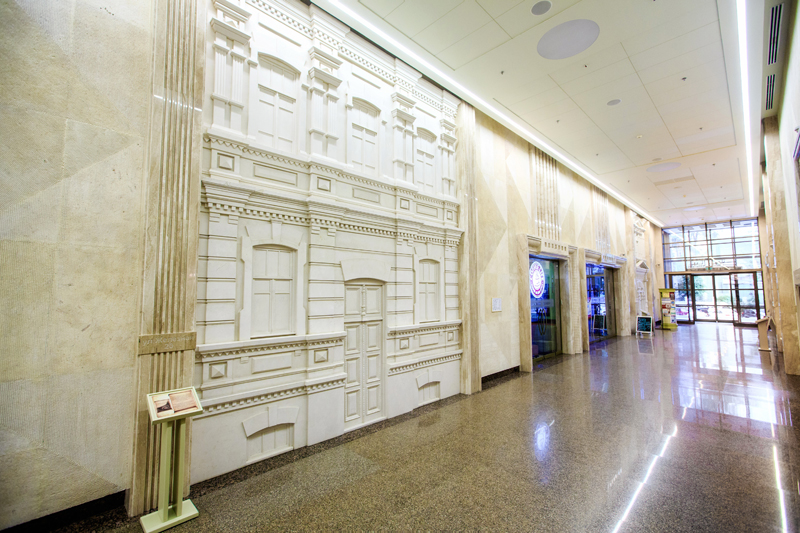
Галерея центру «Менора» (вхід з пл. Успенської)
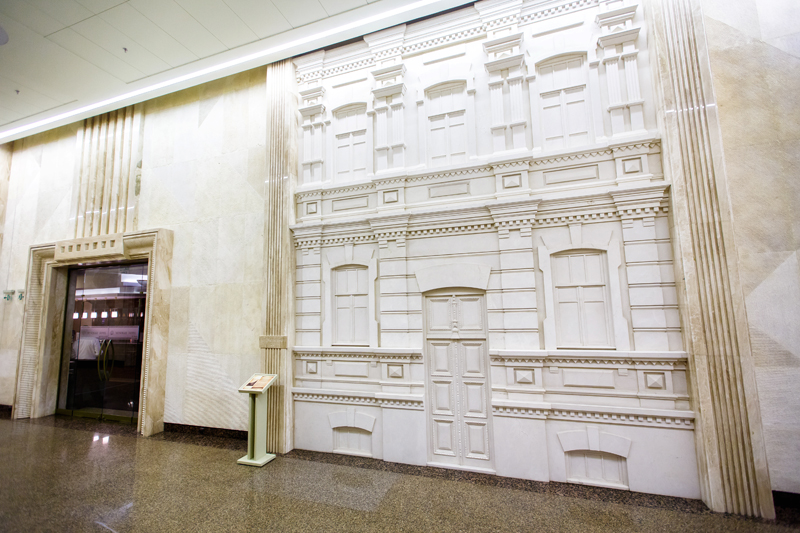
Галерея центру «Менора»
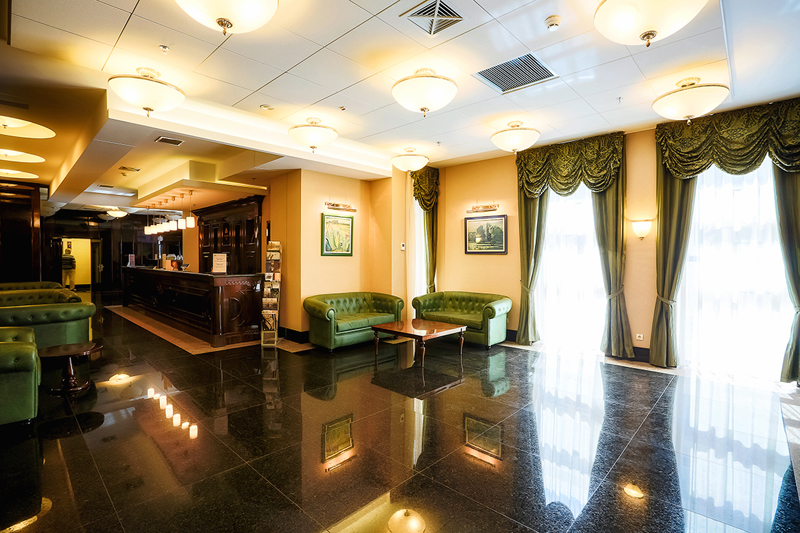
Рецепція готелю «Менора» в центрі «Менора»
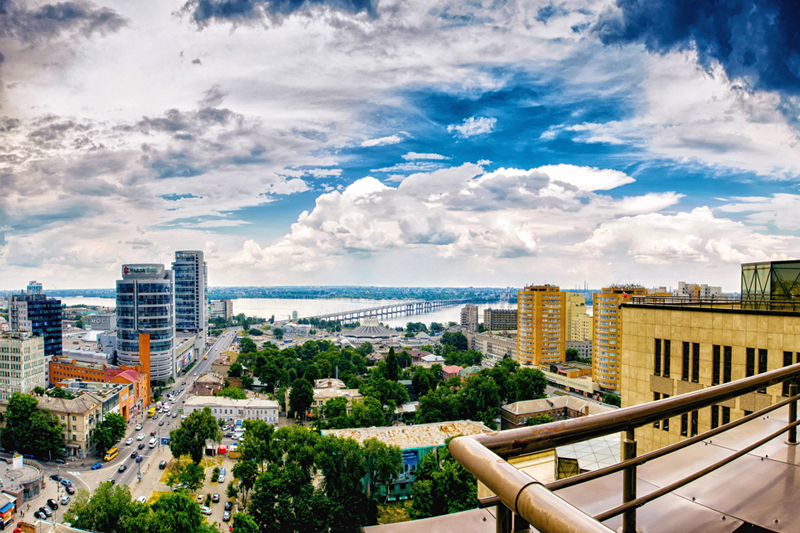
Вид з оглядової центру «Менора»
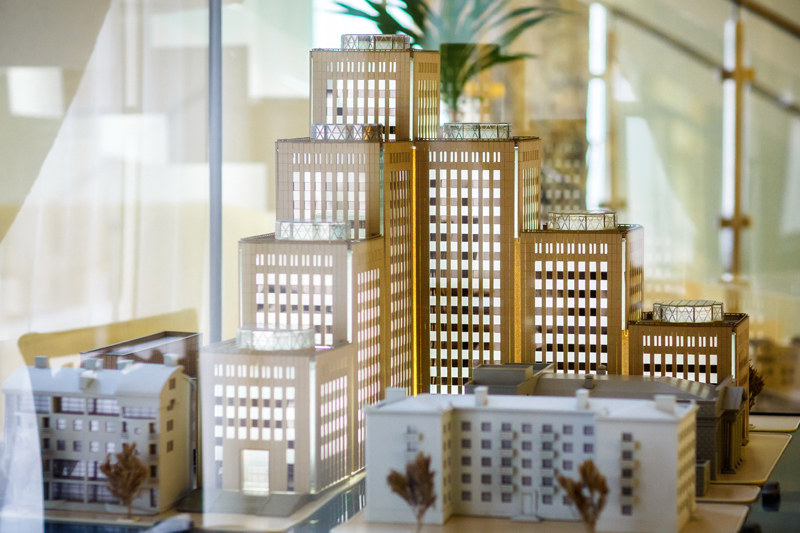
3Д модель центру «Менора»
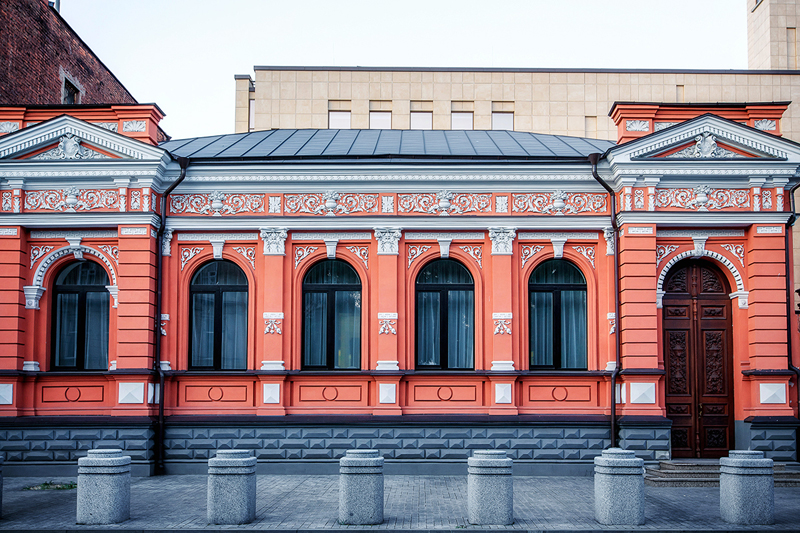
Будинок Пчолкіна